# 치클

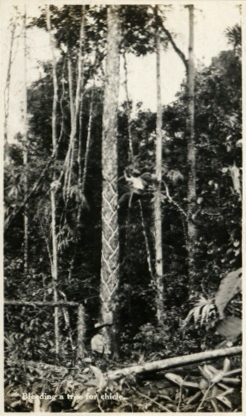
상처가 나 치클을 흘리고 있는 나무, 브라질, 1917

치클(chicle)은 껌 제조에 주로 사용되는 천연 고무다. 치클은 주로 마닐카라속의 식물에서 채취한다. 나무 및 식물에 상처를 내고 그 상처에서 떨어지는 고무를 수집한 뒤 알맞은 끈끈함을 가질 때까지 끓여 만든다.
주로 벨리즈, 과테말라, 멕시코 등지에서 난다.

## 어원
치클은 나우아틀어의 '끈적끈적한 물체'란 뜻의 tziktli에서 유래 되었다는 설이 있으며 마야 단어 tsicte에서 유래 되었다는 설도 있다.

## 역사
치클은 초창기 발견시 껌이나 상업용 고무 제조에 사용되었다. 그러나 단가가 높고 뷰타다이엔(butadiene)으로 만들어진 인공 고무로 대체할 수 있게 됨에 따라 1960년대 이후 껌 회사의 치클 수요는 급격히 줄어들어 치클 시장은 사장세에 이르렀으나, 천연 치클 함유 껌의 고급화 전략에 따라 일정한 시장 수요가 다시 생기게 되었다.